# Austrofusus
Austrofusus là một chi medium-sized sea snails hoặc whelks, là động vật thân mềm chân bụng sống ở biển trong họ Buccinidae.

## Các loài
Các loài thuộc chi Austrofusus bao gồm:
- Austrofusus glans

## Hình ảnh

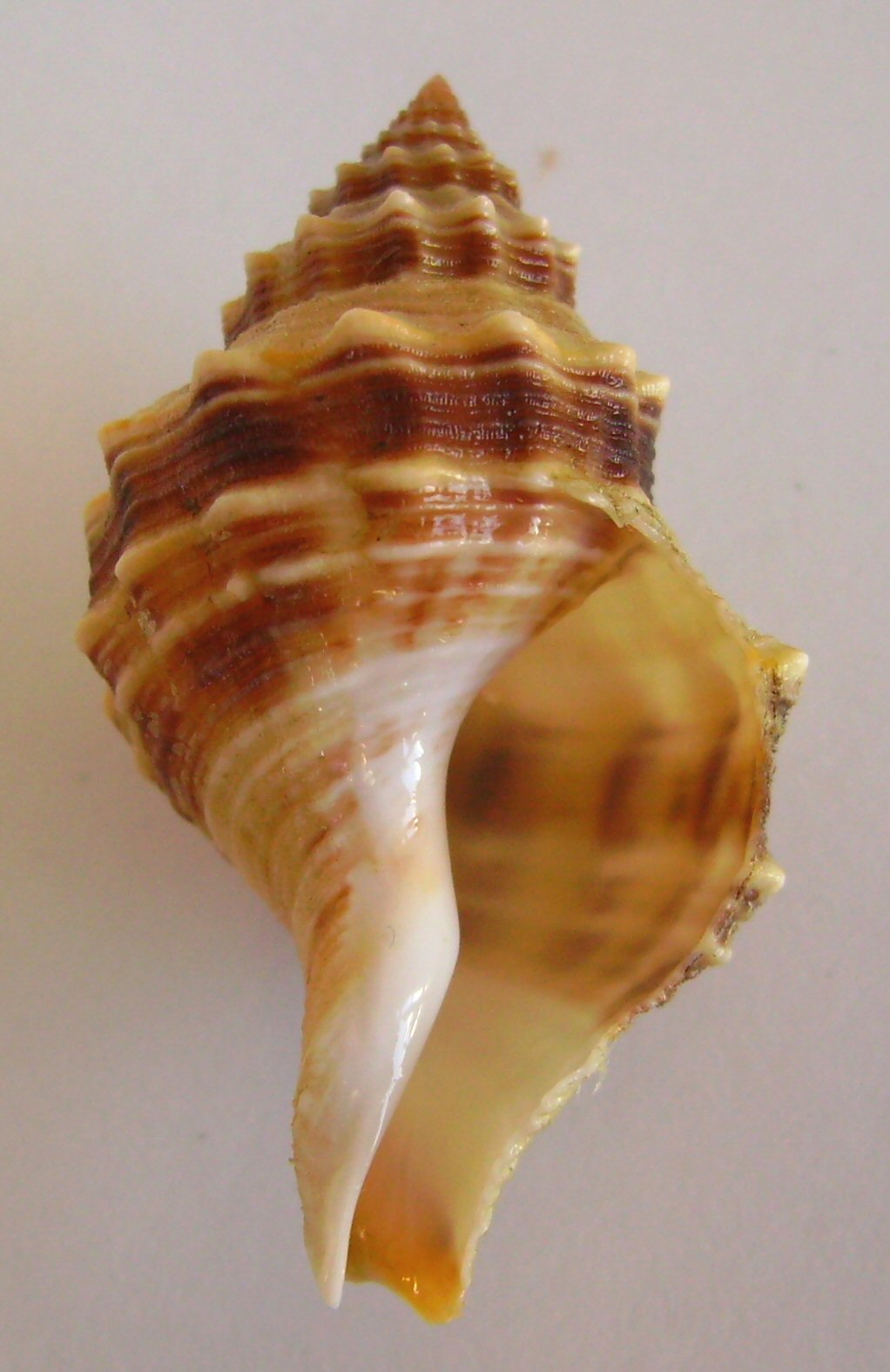